# Poésie indienne
 (mars 2022).
Si vous disposez d'ouvrages ou d'articles de référence ou si vous connaissez des sites web de qualité traitant du thème abordé ici, merci de compléter l'article en donnant les références utiles à sa vérifiabilité et en les liant à la section « Notes et références ».
 (mars 2022).
La mise en forme du texte ne suit pas les recommandations de Wikipédia : il faut le « wikifier ».
Les points d'amélioration suivants sont les cas les plus fréquents. Le détail des points à revoir est peut-être précisé sur la page de discussion.
- Les titres sont pré-formatés par le logiciel. Ils ne sont ni en capitales, ni en gras.
- Le texte ne doit pas être écrit en capitales (les noms de famille non plus), ni en gras, ni en italique, ni en « petit »…
- Le gras n'est utilisé que pour surligner le titre de l'article dans l'introduction, une seule fois.
- L'italique est rarement utilisé : mots en langue étrangère, titres d'œuvres, noms de bateaux, etc.
- Les citations ne sont pas en italique mais en corps de texte normal. Elles sont entourées par des guillemets français : « et ».
- Les listes à puces sont à éviter, des paragraphes rédigés étant largement préférés. Les tableaux sont à réserver à la présentation de données structurées (résultats, etc.).
- Les appels de note de bas de page (petits chiffres en exposant, introduits par l'outil «  Source ») sont à placer entre la fin de phrase et le point final[comme ça].
- Les liens internes (vers d'autres articles de Wikipédia) sont à choisir avec parcimonie. Créez des liens vers des articles approfondissant le sujet. Les termes génériques sans rapport avec le sujet sont à éviter, ainsi que les répétitions de liens vers un même terme.
- Les liens externes sont à placer uniquement dans une section « Liens externes », à la fin de l'article. Ces liens sont à choisir avec parcimonie suivant les règles définies. Si un lien sert de source à l'article, son insertion dans le texte est à faire par les notes de bas de page.
- La présentation des références doit suivre les conventions bibliographiques. Il est recommandé d'utiliser les modèles {{Ouvrage}}, {{Chapitre}}, {{Article}}, {{Lien web}} et/ou {{Bibliographie}}. Le mode d'édition visuel peut mettre en forme automatiquement les références.
- Insérer une infobox (cadre d'informations à droite) n'est pas obligatoire pour parachever la mise en page.

Pour une aide détaillée, merci de consulter Aide:Wikification.
Si vous pensez que ces points ont été résolus, vous pouvez retirer ce bandeau et améliorer la mise en forme d'un autre article.
La poésie indienne a une longue histoire qui remonte à l’époque védique. La poésie est la forme la plus ancienne de la littérature indienne et elle a une riche tradition orale et écrite. Les poèmes indiens ont une grande variété de formes, allant d'épopées et de ballades anciennes aux paroles de films modernes. Ces poèmes ont été écrits dans diverses langues indiennes comme le sanskrit (vedique), sanskrit classique, odia, tamoul, télougou, malayalam, bengali, assamais, hindi, ourdou, etc.. Les poèmes composés dans des langues étrangères comme le persan et l'anglais ont également eu une profonde influence sur le développement de la poésie indienne. La poésie qui en a résulté reflète diverses traditions culturelles et spirituelles en Inde. Les poètes anciens et modernes ont été inspirés par des expériences spirituelles et mystiques.

## Différentes époques de la poésie indienne

### Époque vedique
Les anciennes écritures indienne comme les Vedas et Oupanishads contenaient la plus haute forme de poésie sous forme métrique. Personne ne connaît l’identité des auteurs réels de ces versets profonds, bien que certain hymnes et mantras aient été attribués a des rishis comme Vishvamitra, Yajnavalkya, Janaka, Gautama, etc.

### Époque épique des épopées
Les épopées classiques comme Ramayana par Valmiki et Mahabharata par Vyasa ont été écrites après l’âge vedique, mais avant l’avenement de l’ère chrétienne en Europe.

### Période Sangam
La période Sangam s’étend du IIIe siècle av. J.-C. au IIIe siècle apr. J.-C. La littérature Sangam a prospéré dans les empires de Chola, Chera et Pandya en Inde du sud. Les œuvres des 473 Sangam écritures sont disponibles, bien que certaines des entre elles soient anonymes. Les poètes Sangam les plus notables incluent Tiruvalluvar, Kapilar, Tolkappiyar, Sittalai Sattanar et Ilango Adigal. Les œuvres poétiques célèbres de cette période comprennent Tirukkural, Narrinai, Tolkappiyam, Paripatal, Silappatikaram, Kalittokai (en) et Manimekalai (en).

## Styles poétiques indiens

### Composition métriques
Les écritures indiennes de l’Inde étaient composées sous forme métrique. Les Vedas ont comme métriques Gayatri, Anustup, Tristup, Brihati, Jagati, Ushnik et Pankti etc. Différentes langues indiennes ont des formes différentes comme Doha, Triveni, Yama en hindi; Payar, Tripadi en bengali, Chautisha, Chakrakeli en odia, Abhanga en marathi, Vakh en kashmiri et Naani en télougou etc. Les épopées anciennes ont des formes sloka, kukubh, mandakranta etc.

### Épopée
Les épopées anciennes et les Puranas ont la forme classique “Kavya (en)” qui a grande histoire à travers les générations. Les épopées plus modèrnes sont moins ambitieuse.

### Vers blanc et vers libre
Le “Dandi Ramayana” par ancien poète d’Odisha Sarala Das (en) est écrite sous forme “Dandi” sans forme métrique.

## Organisations de poésie indienne

### Sahitya Akademi
Sahitya Akademi est l’académie nationale des lettres de l’Inde. Elle a été créée en 1954 à New Delhi par le ministère de la culture du gouvernement indien. Elle publie des recueils de poésie, et décerne des prix de poésie.

### The Poetry Society (India)
Poetry Society est une organisation bénévole fondée en 1984 à New Delhi par les poètes H K Kaul, J P Das et Keshav Malik. Elle publie des revues de poésie, organise des ateliers de poésie, organise des concours de poésie dans toute l’Inde, et fournit assistance aux poètes en difficulté.

### Poetry Chain
Poetry Chain est une association des poètes indiens fondée en 1997 à Thiruvananthapuram par les poètes Gopi Kottoor et Ayyappa Paniker. Il organise des lectures de poésie, des publications de poésie, des rencontres des poètes, et offre consultation gratuites aux jeunes poètes. Il a poètes Tapan Kumar Pradhan et Bibhu Padhi comme consultants.

## Publication de poésie en Inde
La publication de livres de poésie rencontre des difficultés en Inde en raison de faibles ventes par rapport aux livres de fiction. En moyenne, les livres de poésie en Inde enregistrent des ventes inférieures à 100 à 200 exemplaires. Les quelques éditeurs réputés qui publient de poésie incluent HarperCollins, Rupa Publications, Poetry Chain and Writers Workshop etc.

## Prix de la poésie indienne

### Prix Jnanpith
Jnanpith Award est le prix littéraire le plus élevé en Inde. Il est décerné par Birla Foundation. Les Jnanpith learéats de la poésie comprennent des poètes célèbres comme Firaq Gorakhpuri (en), Ramdhari Singh Dinkar, Amrita Pritam, Sachidananda Routray (en), Sitakant Mahapatra (en), Ali Sardar Jafri (en), Shankha Ghosh (en) et Nilmani Phookan (en).

### Saraswati Samman
Saraswati Samman (en) est l’un des prestigieux prix littéraires en Inde. Les Saraswati Samman lauréats comprennent des poètes célèbre comme Shankha Ghosh (en), Sugathakumari (en), Jagannath Prasad Das (en), K. Ayyappa Panicker (en) et Ramakant Rath (en).

### Prix Sahitya Akademi
Sahitya Akademi Award est un prix littéraire majeur décerné par Sahitya Akademi, l’académie nationale des lettres de l’Inde. Les poètes notables qui ont reçu ce prix comprennent Amrita Pritam (pendjabi), Kaifi Azmi (en) (ourdou), Pratibha Satpathy (en) (odia), Jayanta Mahapatra (en) (anglais), V. K. Gokak (en) (kannada), Kusumagraj (en) (marathi), Srinivas Rath (en) (sanskrit) et Sunil Gangopadhyay (bengali). Les prix du jubilé d’or de Sahitya Akademi pour la poésie exceptionnelle en traduction anglaise ont été décerné aux Rana Nayar (en), Tapan Kumar Pradhan et Paromita Das (d).

### Prix Poésie Société
Poetry Society organise des concours de poésie dans toute l’Inde. Parmi les lauréats figurent Gopi Kottoor (en), Ranjit Hoskote (en), Anju Makhija (en), Vijay Nambisan (en), Rukmini Bhaya Nair (en), Shampa Sinha (en), Tapan Kumar Pradhan (en), Tabish Khair (en) et K. Sri Lata (d).